# Дебахейн, Мохамед Ламин
Мохамед Ламин Дебахейн (араб. محمد الأمين دباغين‎, фр. Mohamed Lamine Debaghine; 24 июня 1917, Хуссейн Дей, Французский Алжир — 23 января 2003, город Алжир, Алжир) — алжирский борец за независимость и государственный деятель, министр иностранных дел  Алжира (в изгнании) (1958—1960).

## Биография
В 1944 г. окончил медицинский факультет Алжирского университета и открыл медицинскую практику в восточной части Константина.
В 1939 г. присоединился к левонационалистическому движению Партия алжирского народа (ПАН). Во время Второй мировой войны был арестован колониальными властями за националистическую агитацию и подстрекательство алжирских призывников отказаться от военной службы во французской армии. При этом лично осуждал нацизм. Вскоре стал одним из самых важных лидеров движения, настаивая на конфронтации с колониальными властями и требуя независимости, а не автономного правления, как этого хотели его более умеренные соратники.  Помогал Ферхату Аббасу в создании «Манифеста алжирского народа».
В 1946 г. был избран в Национальное собрание Франции по списку поддержанному Движением за торжество демократических свобод, правопреемницы запрещенной ПАН. В парламенте он призвал к независимости Алжира и назвал аннексию Франции в 1830 г. «агрессией», при этом в остальном придерживался позиции парламентского большинства (за исключением того, что в 1949 г. голосовал против членства Франции в НАТО).
В 1951 г. его парламентский мандат закончился, а через три года под руководством Фронта национального освобождения Алжира (ФНО) началась Война за независимость Алжира. В 1956 г. вошел в состав теневого парламента и координационного исполнительного комитета, а в 1958 г. был назначен министром иностранных дел в первом составе правительства в изгнании, занимая этот пост до 1960 г. В этом статусе он являлся основным коммуникатором ФНО с внешним миром, и работал над созданием альянсов с новыми независимыми странами арабского мира и других регионов. Однако, находясь за пределами страны, он имел ограниченные полномочия в отношении фактического вооруженного восстания вооруженного крыла ФНО, Национальной армии освобождения. Как сторонник Абане Рамдана после обретения страной независимости он был исключен из общественной жизни администрацией Ахмеда бен Беллы.
В этой ситуации он вернулся к медицинской практике.